# سازند هزاردره
سازند هزاردره از سازندهای زمین‌شناسی ایران با سن میوسن پسین- پلیوسن در البرز است. سازند هزاردره، نهشته‌های رودخانه‌ای سیلابی است که از شمال شرقی تهران و از میان کوه‌های البرز به سوی جنوب و جنوب شرقی تهران جاری بوده‌اند. برش الگوی این سازند در تپه‌های غربی رودخانه جاجرود مطالعه شده و ضخامت آن در برش الگو به ۱۰۰۰ تا ۱۲۰۰ متر می‌رسد.
سازند هزاردره دارای ضخامت زیاد، قلوه‌ها و لایه‌های همگن و یک‌نواخت، تخلخل کم و ناتراوا، شیب زیاد، سیمانی‌شده و تراکم شدید و رنگ روشن است. از فسیل‌های این سازند می‌توان به قطعاتی از شکم‌پایان اشاره کرد. گسترش این سازند در کوه‌پایه‌های البرز جنوبی، به ویژه در حد فاصل قزوین تا سمنان گزارش شده است. مرز زیرین این سازند با سازند قرمز میوسن هم‌شیب و مرز بالایی آن با سازند کهریزک غیرهم‌شیب است. سازند هزاردره هم‌ارز رسوبات پلیوسن بالایی – پلیستوسن سازند بختیاری در زاگرس است.
سازند هزاردره قدیمی‌ترین سازند آبرفتی منطقه تهران است و در بخش شرقی تهران و به ویژه در حوالی گردنه قوچک از گستردگی بیشتری برخوردار بوده و بیش از ۲۰۰۰ متر ارتفاع دارد. این رسوبات از آبرفت‌های ریز و درشت تشکیل شده و در بین آن‌ها قطعاتی با ابعاد بیش از چند متر نیز دیده می‌شود که دارای منشأ جریان‌های یخچالی آن دوره به شمار می‌روند. این مخروط‌افکنه‌ها، هم‌زمان با آخرین فعالیت‌های زمین‌ساختی البرز در پلیوسن بالا آمده‌اند. به همین دلیل لایه‌بندی آن‌ها پر شیب بوده و در اکثر نقاط شیب لایه‌بندی آن‌ها بین ۳۵ تا ۴۵ درجه متغیر است. امروزه این زمین‌شکل‌ها عمدتاً دارای ریخت‌شناسی تپه‌ماهوری با تراکم زهکشی بالا می‌باشند.